# Теорія «великого поштовху»
Теорія «великого поштовху» — синтез концепцій «порочного кола бідності» і «самопідтримки зростання», коли велике вливання капіталу в країну дозволить створити самопідтримний зріст, що в свою чергу дозволить модернізувати економіку. Першим цю теорію сформулював Пауль Розенштейн-Родан в своїй статті від 1943 року.

## Історія створення
Професор Пауль Розенштейн-Родан вперше сформулював теорію «великого поштовху» в статті «Проблеми індустріалізації Східної і Південно-Східної Європи»  в 1943 році, обґрунтувавши модернізацію країн за рахунок первинної індустріалізації: автономні інвестиції спрямовуються на зростання національного доходу  .

## Модель Харрода — Домара
Модель Харрода-Домара, сформульована Р. Харродом в 1939 році і доповнена Е. Домаром в 1946 році, знаходиться в основі теорії «великого поштовху», дозволяючи розглядати депресивну економіку не тільки в короткостроковому періоді, як кейнсіанство, але і в довгостроковому періоді. Коли гарантоване зростання менше природного, то фактичний темп перевищить гарантований: надлишок трудових ресурсів дасть передумови для зростання інвестицій, звідси виникне економічний бум. Модель демонструє зв'язок між темпами зростання інвестицій і темпами зростання ВВП  .

## Концепція Лейбенстайн

Концепція Лейбенстайн

Для модернізації економіки необхідно велика ін'єкція капіталу, в результаті якого виникає самопідтримний зріст. Високий рівень заощаджень можливий тільки на примусову кредитно-грошову і податкову політику держави. Розмір інвестицій має бути достатній для незворотного розвитку економіки, щоб вони не були з'їдені поточними потребами. Професор Каліфорнійського університету Х. Лейбенстайн вказує розмір «мінімального критичного зусилля» (інвестицій) в 12-15% національного доходу в своїй книзі «Економічна відсталість і економічне зростання»  від 1957 року. Такий поштовх підвищить темп зростання середньодушового доходу, виведе зі стану стагнації, підвищить купівельну спроможність, збільшить попит, що простимулює збільшення кількості підприємців, які й забезпечать подальше зростання середньодушового доходу  .
На малюнку «Концепція Лейбенстайн» спостерігається мультиплікативний ефект, відбувається перехід з кривою G1 до G2, до G3, розширюється кількість господарюючих суб'єктів, що впливають на зростання середньодушового доходу  .

## Концепція збалансованого зростання
Професор Колумбійського університету Р. Нурксе виклав на конференції Международной экономической ассоциации  в серпні 1957 року народження, а потім у своїй книзі «Рівновага і зростання у світовій економіці» , опублікованій в 1961 році, теорию сбалансированного роста  : модернізувати економіку за рахунок здійснення збалансованого набору інвестиції в декількох галузях. Інвестування в різні сектори економіки сприяє розвитку всієї економічної інфраструктури. Синхронність вливання капіталу в виробничі сектора дозволить домогтися самопідтримуючого зростання, подолати вузькість внутрішнього ринку, стимулює розширення підприємництва  .

## Концепція незбалансованого зростання
У 1958 році професор Колумбійського університету А. Хіршман в своїй книзі «Стратегія економічного розвитку»  запропонував альтернативну концепцию несбалансированного роста  : в зв'язку з відсутністю в достатньому обсязі такого фактора виробництва як капіталу в розвиваючих країнах для різних галузей пропонується інвестувати точково . Перша ін'єкція капіталу викликає порушення рівноваги на ринку і простимулює до додаткових інвестицій в сусідній галузі, які в свою чергу призведуть до нового нерівноважному станом в інших галузях і до стимулювання інвестицій в економіці в цілому, що призведе до спільного економічного розвитку  .

## Концепція Зінгера
Професор Сассекського університету Х. Зінгер, розвиваючи ідеї А. Хіршмана та Р. Нурксе, запропонував концепцію в своїй роботі «Міжнародний розвиток: зростання і зміни»  в 1964 році, в якій збалансоване зростання здійснюється за допомогою незбалансованих інвестицій. Необхідне збільшення продуктивності праці в сільському господарстві і в традиційних експортних галузях за рахунок імпортозаміщення і розвитку власної виробничої та соціальної інфраструктури. Дана концепція має на увазі вливання капіталу за рахунок зовнішніх запозичень  .

## Критика
Теорія «великого поштовху» отримала широкий відгук у країнах, що розвиваються, так як називала брак капіталу головною причиною відсталості, а програма виходу пропонувала широке використання адміністративного апарату, поза розглядом залишилися проблеми неефективних галузей і нерозвинена інфраструктура  .
Концепція ж збалансованого набору інвестицій передбачала штучну надбудову всієї економічної системи, а концепція незбалансованого зростання навпаки, занадто велику роль відводить ринковому механізму, який повинен швидко і оперативно нівелювати дефіцит і зміни в галузях  .
Професор Стокгольмського університету Г. Мюрдаль відзначав, що в країнах, що розвиваються ціни і фактори виробництва дуже слабо реагують на попит і пропозицію і на економічні стимули в цілому, на ринку присутній високий рівень монополізації, бюрократична система переслідує свої власні інтереси, а значить позитивний ефект від великих вливань капіталу в рамках теорії «великого поштовху» обмежений  .